# Dézsi Csaba András
Dézsi Csaba András (Győr, 1962. augusztus 5. –) magyar orvos, belgyógyász, kardiológus, politikus, író, 2020. január 26. – 2024.  szeptember 30. között Győr polgármestere.

## Élete
Édesapja Erdélyből, édesanyja Pápáról származott, mindketten a debreceni orvosi egyetemen végeztek. A győri Zrínyi Ilona Gimnáziumban érettségizett. A Debreceni Orvostudományi Egyetemre először nem vették fel, egy évnyi műtősségi munka után ismét jelentkezett, majd az egyetem általános orvostudományi karán szerzett diplomát. 1989-ben a Megyei Lapkiadó Vállalat Gordiusz Szerkesztőségének kiadásában jelent meg első könyve Frank Zappa és az Ötlet Szülőanyjai címmel. A Magyar Judo Szövetség általános alelnöke, a Magyar Olimpiai Bizottság tagja.
1993 óta a Fidesz tagja. Az 1994-es országgyűlési választásokon és a 2002-es győri polgármesteri választáson is alulmaradt a Fidesz színeiben. 1994-óta eddig nyolc alkalommal választották meg az önkormányzati választásokon Győr Nádorváros, Rabkert képviselőjének.
Első házasságából két fia született, akikből orvos lett. Második felesége műtőasszisztens.

### Győr polgármestereként
Miután Borkai Zsolt szexbotrányát követően lemondott Győr polgármesteri tisztségéről, 2020 januárra időközi polgármester-választást kellett kiírni. A Fidesz Dézsi Csaba Andrást jelölte a tisztségre. Dézsi megnyerte a választást, így ő lett Győr polgármestere.
A 2024-es önkormányzati választáson ismét a Fidesz színeiben indult, de veszített. A választáson szoros eredmény született, ami miatt Dézsi Csaba András hét szavazókörben a szavazatok újraszámolását kezdeményezte. Az újraszámolást követően Pintér Bence 31,15 százalékot (18 298 szavazat), míg Dézsi Csaba András 30,39 százalékot (17 853 szavazat) ért el.

## Könyvei
- Frank Zappa (életrajzi mű, 1989)[9]
- Amit a pacemakerről tudni kell (orvosi szakkönyv, 1996)
- Gerzson és Panka kalandjai (mesekönyv)[10]
- Ősállatkaland  (mesekönyv, 1991)[11]
- A XX. század rabszolgái - 1991 - Riportok orvosokkal, orvosokról[12]
- 100 év orvosi-élettani Nobel-díjasai (2001)[13]
- Gyógy-ír 1–2. A Kisalföld nagy egészségkönyve (2007)[14]